# Делькю-Охотська
Делькю-Охотська (у верхів'ях Делькю) — річка в Росії, що тече по території Охотського району Хабаровського краю. У верхів'ях в результаті  біфуркації у точки з координатами 62°08′ пн. ш. 141°34′ сх. д. / 62.13° пн. ш. 141.56° сх. д. від Делькю має відокремлення Делькю-Куйдусунська, що несе води до Північного Льодовитого океану. Основне річище далі має назву Делькю-Охотська і несе води до Тихого океану.

## Походження назви
Походить від евенкійського слова «Дель-кю», яке перекладається як «штани». Походження назви може бути пов'язано з біфуркацією річки.

## Фізико-географічна характеристика

### Рельєф і гідрографія річки
Бере початок на південних схилах гори Берилл у льодовика Надія. Тече з півночі на південь між Охотським та Юдомським хребтами. Перед впадінням в Охоту різко повертає на схід. Довжина річки - 221 км, площа її сточища - 6410 км².

### Притоки
Впадає декілька річок, найбільші з них — праві притоки Нетер та Турта.

## Туристичне значення
Річка є надзвичайно складним маршрутом для сплаву V категорії складності, у верхів'ях та середній течії річки спостерігаються полій, перекати, притиски, завали та мілководдя. Влітку 2016 експедиція, під егідою Російського союзу рятувальників та Російського географічного товариства, пройшла шлях від Тихого до Північного Льодовитого океану внутрішніми водними шляхами (в тому числі по річці Делькю), дослідивши існування річкового шляху між океанами.